# Énée fuyant Troie
Énée fuyant Troie est une peinture à l'huile sur toile qui a fait l'objet de deux tableaux du peintre maniériste et graveur italien, précurseur du baroque, Federico Barocci. Après la perte de l'un d'eux, seule la version conservée à la Galerie Borghèse est connue.
Ce dernier tableau est signé et daté sur la contremarche de la marche la plus basse de l'escalier à gauche de la composition, qui se lit comme suit : FED•BAR•VRB/FAC•MDXCVIII (pour « Federico Barocci Urbinate, fait en 1598 »).

## Histoire

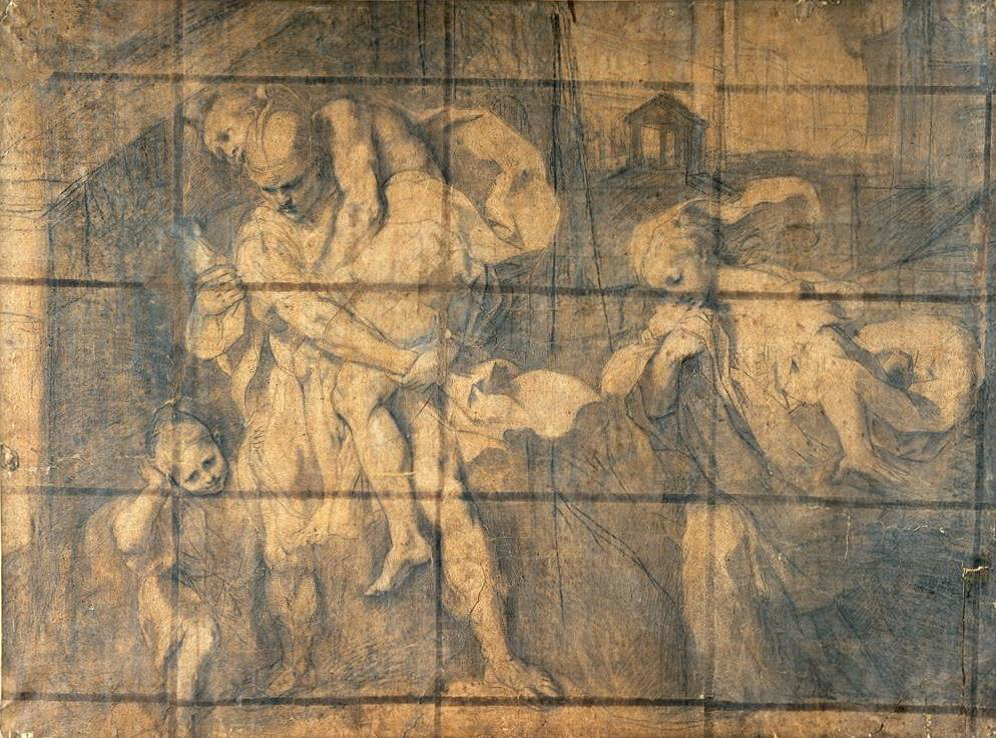
Carton de la première version, 1586-1589, musée du Louvre, Paris.

### Première version
La toile de la Galerie Borghèse constitue la deuxième version d'un tableau réalisé à la demande de l'empereur du Saint-Empire romain germanique Rodolphe II. Le souverain, grand amateur d'art et collectionneur, désirant une œuvre de Barocci, se tourne, en 1586, vers le duc d'Urbino Francesco Maria II della Rovere, au service duquel il travaille, demandant qu'un tableau du peintre soit placé dans ses collections de Prague. Rodolphe lui-même précise que l'œuvre ne devait pas avoir de contenu religieux. Ceci explique la singularité du sujet, pratiquement le seul tableau d'histoire (à part, la production de portraits) à thème profane peint par Barocci tout au long de sa carrière.
Cette première version d'Énée fuyant Troie arrive à Prague en 1589 et y reste jusqu’en 1648, lorsque la capitale de la Bohême est pillée par les troupes suédoises à la fin de la guerre de Trente Ans. Les Suédois pillent la collection des Habsbourg ; beaucoup d’œuvres qui en font partie partent à Stockholm
Par la suite, le tableau de Barocci fait partie de ceux que Christine (reine de Suède) emporte avec elle à Rome après son abdication. À la mort de la reine, sa grande collection romaine, dont ce tableau, connait plusieurs propriétaires : la dernière information connue du tableau réalisé pour Rodolphe de Habsbourg atteste de son arrivée en Angleterre au XIXe siècle, puis sa trace est perdue et on ne sait pas s'il existe encore ou s'il a été détruit. Le carton à l'échelle 1:1 utilisé pour tracer le dessin sur la toile de cette version a été conservé et est aujourd'hui au musée du Louvre.

### Deuxième version
Quelques années plus tard, Giuliano Della Rovere, neveu du duc d'Urbino, charge Barocci de créer une deuxième version du tableau. La raison de cette deuxième commande est inconnue, mais il est probable que l'intention est de l'offrir en cadeau à la famille Borghese ; l'œuvre est documentée dans les inventaires de la collection Borghèse depuis 1613. Cependant, on ne sait pas si le cadeau est adressé à Camillo Borghese (qui monte plus tard sur le trône papal sous le nom de Paul V) ou à son neveu le cardinal Scipione Caffarelli-Borghese, l'un des principaux collectionneurs et dirigeants de Rome de l'époque.
Certains éléments iconographiques du tableau suggèrent qu'il a été créé pour une destination romaine, ce qui conforte l'hypothèse selon laquelle il était destiné dès le début à la famille Borghèse.[réf. nécessaire]

## Description et style

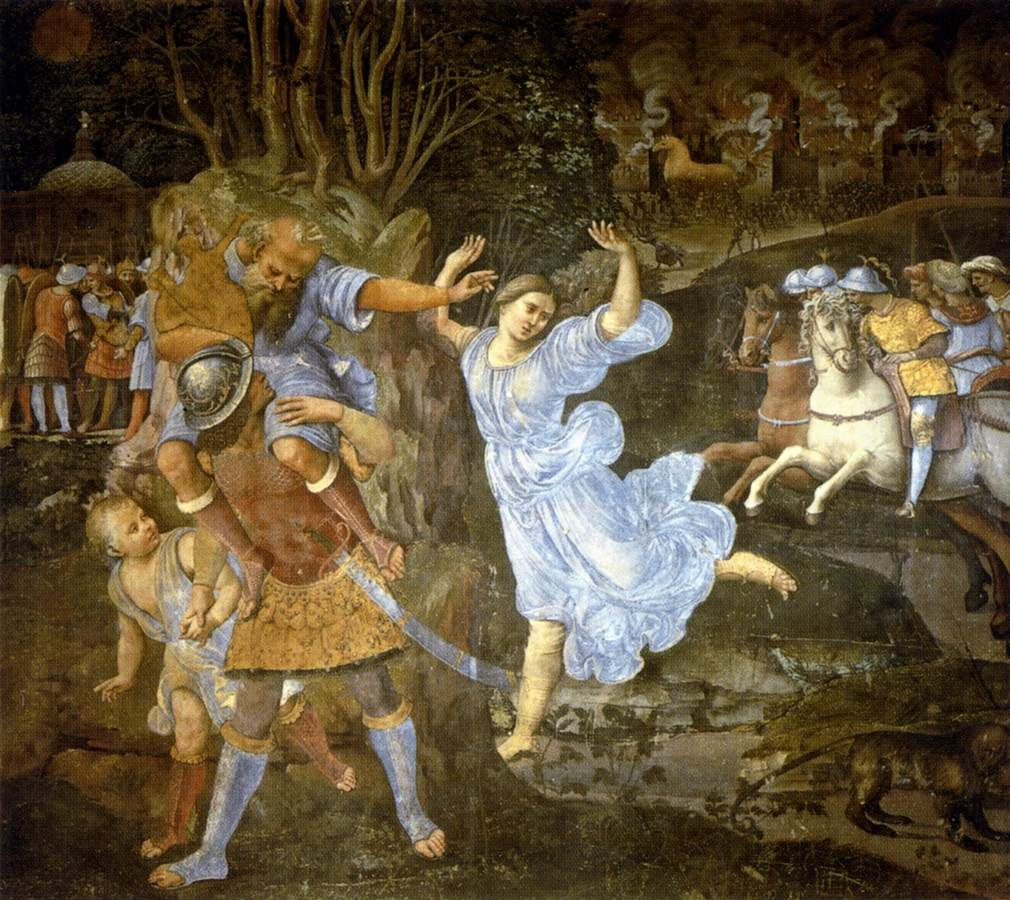
Girolamo Genga, Évasion d'Énée de Troie, vers 1510, Pinacothèque nationale de Sienne.

Selon toute vraisemblance, le choix du thème du tableau destiné à Rodolphe II n'était pas accidentel mais véhiculait vraisemblablement un hommage élogieux à la maison de Habsbourg qui se prétendait descendante d'Énée, un hommage dynastique probablement lié aux liens forts du duché d'Urbino avec les Habsbourg (branches espagnole et germanique): le duc Francesco Maria II della Rovere) avait combattu vaillamment à la bataille de Lépante sous les bannières espagnoles aux côtés de don Juan d'Autriche et avait été décoré en 1585 de l’ordre de la Toison d'or.
Un lien tout aussi direct entre le sujet de la fuite d'Énée de Troie et les Borghèse, destinataires probables de la deuxième version de l'ouvrage, ne semble cependant pas facilement identifiable : les propositions critiques en ce sens se limitent à des références plus génériques aux pietas d'Énée - dont l'épisode représenté est certainement une illustration - réinterprétée pendant des siècles comme une préfiguration du Christianisme, ou comme une allusion aux mythes fondateurs de Rome, concepts qui semblent liés à une famille, les Borghèse précisément, qui avait assumé une position prééminente dans les hiérarchies papales puis sur l'Urbs, bien que les Borghèse n’aient pas d’origine romaine mais siennoise : peut-être le rappel aux mythes fondateurs de Rome pouvait justement aller à la rencontre du désir d’une légitimation romaine des Borghèse, désormais installés dans la ville.
La scène représentée par Barocci est racontée dans le deuxième livre de l'Énéide : ayant compris l'inutilité de la défense de Troie, dans laquelle se dispersent déjà les envahisseurs grecs, Énée s'enfuit de la ville en feu, emmenant avec lui sa famille, c'est-à-dire son vieux père Anchise, qui porte dans ses bras son petit-fils Ascagne, et sa femme Creuse. Enée et sa famille se retrouvent à l'intérieur d'un bâtiment à l'architecture classique raffinée. Des décombres et une sorte de nature morte d'armes et d'étendards militaires s'accumulent déjà au sol pour symboliser la chute du Rocher de Priam. Les flammes de l'incendie allumé par les Achéens, alors qu'ils massacrent les vaincus, sont visibles de la fenêtre de gauche et de l'arc central : le geste d'Ascagne de protéger ses oreilles évoque le bruit assourdissant du saccage en cours.
L'ambiance nocturne lugubre est interrompue par les nuances vives des carnations et surtout des vêtements des protagonistes qui s'enfuient.
Tandis qu'Énée, Anchise et Ascagne forment un groupe à part, avec l'enfant accroché à la jambe de son père et le vieil homme porté par le jeune héros, Creuse est relativement isolée, déjà à quelques pas des autres membres de sa famille. Avec ce choix de composition, Barocci préfigure sa disparition, qui se produira lors de la fuite, lorsque Cybèle emmènera la femme d'Énée aux Enfers. L'expression et la pose de Creuse, avec la tête baissée et une main sur la poitrine, semblent presque évoquer la représentation d'une Vierge de l'Annonciation qui se soumet à la volonté divine : elle ne peut s'empêcher d'accepter le destin ; sa disparition est en effet nécessaire pour qu'Énée, une fois arrivé dans le Latium, puisse donner vie à la nouvelle lignée qui conduira à la fondation de Rome.

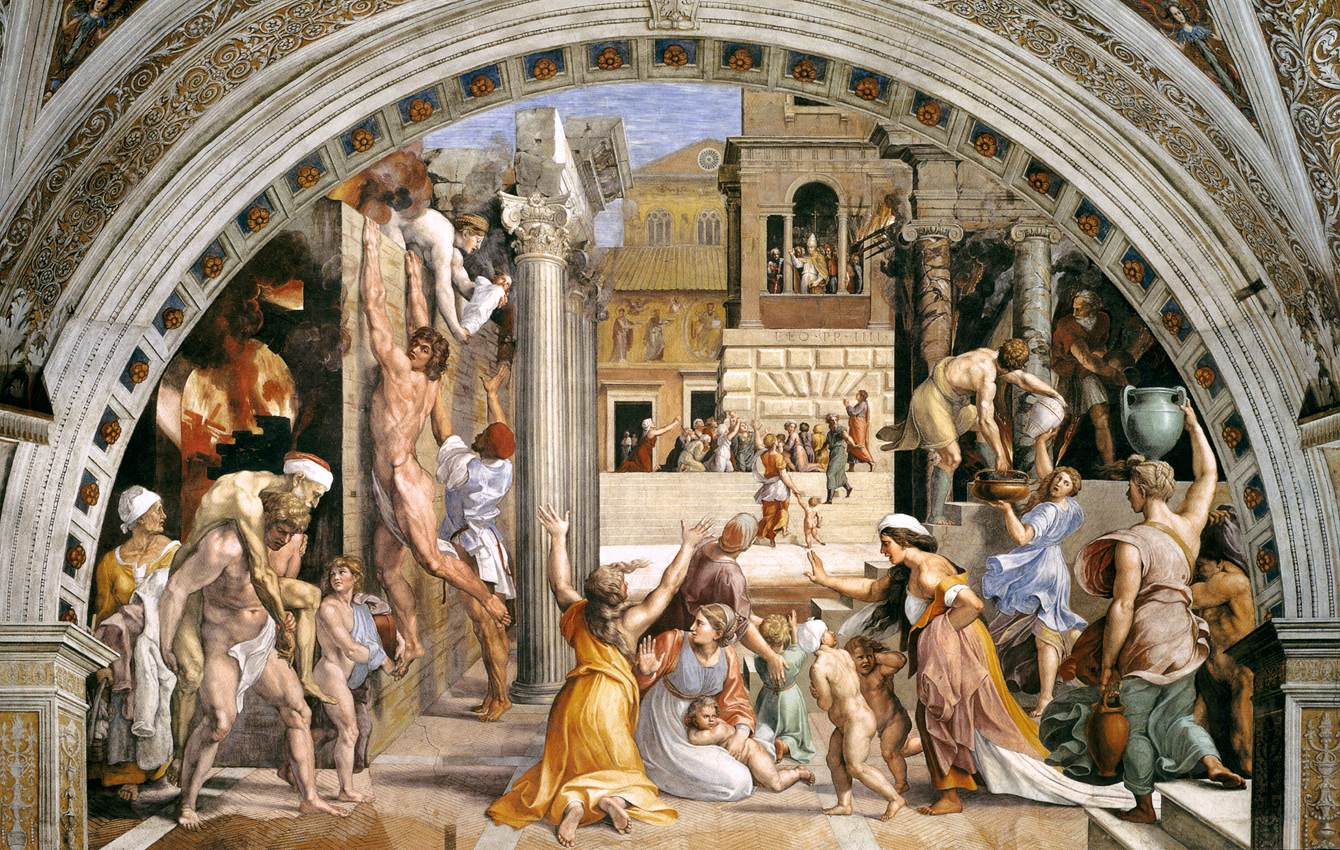
Raphaël, L'Incendie du Borgo, 1514, Vatican.

Une fresque du même sujet de Gerolamo Genga, compatriote et parent du peintre, est un modèle de composition plausible, suivi par Barocci pour la positionnement de Creuse, éloignée du groupe familial, avec la même séparation en deux groupes de la famille en fuite, avec la femme détachée et sur le point d'être engloutie par la terre.
Il existe une certaine similitude avec L'Incendie de Borgo, une fresque de Raphaël dans les Chambres du Vatican, où apparaissent également Énée et ses compagnons en quête de salut : Barocci tire probablement quelques idées générales de composition et quelques détails de fond de cet illustre précédent.
On aperçoit en arrière-plan quelques bâtiments et monuments qui rappellent clairement l'architecture de Rome à travers l'arc sur lequel s'ouvre la salle occupée par Énée et ses proches. Le temple circulaire est une reproduction du  Tempietto de San Pietro in Montorio de Bramante, tandis que la colonne est identifiable à la colonne Trajane, symboles de la Rome moderne et de la Rome antique. Il n’est probablement pas accidentel que tant Raphaël, dont L'Incendie de Borgo est cité, que Bramante, soient originaires d'Urbino comme Barocci : le peintre a peut-être voulu rendre hommage à la glorieuse tradition artistique de sa patrie. Ce contexte architectural souligne probablement que le chemin qu'entreprend Énée avec l'abandon de sa patrie, mènera un jour à la fondation de Rome.
En comparant le fond architectural de la copie Borghèse avec le carton du Louvre (relatif à la première version envoyée à Prague), on observe des différences substantielles : le changement, avec l'insertion de véritables bâtiments du Capitole, vraisemblablement absents dans le premier tableau (dont il n'y a aucune trace dans le carton), est peut être dû à la destination romaine de la deuxième version, conçue précisément comme un cadeau à la famille Borghèse.

## Gravure d'Agostino Carracci
Le large succès critique que reçut en son temps L'Évasion de Troie de Barocci, qui comptait parmi les plus grands chefs-d'œuvre du maître d'Urbino, serait dû en partie à la remarquable gravure qu'Agostino Carracci en fit, une estampe qui contribua à faire connaître le tableau.
Le fait que la gravure de Carracci soit datée de 1595, tandis que la version Borghèse de Barocci est datée de trois ans plus tard, a donné lieu à un long débat critique. On a d'abord déduit que la gravure reproduisait la première version de l'œuvre, c'est-à-dire celle souhaitée par Rodolphe de Habsbourg. Ce tableau se trouvait cependant déjà à Prague depuis quelques années au moment de la gravure et il est exclu qu'Agostino Carracci ait pu le voir. De plus, la Colonne Trajane et le Tempietto de Bramante apparaissent à l'arrière-plan de l'estampe, détails qui n'étaient probablement pas présents dans le tableau de Prague, mais seulement dans celui Borghèse, qui est cependant postérieur à la gravure.
Le dilemme a été résolu (au moins en théorie) en affirmant qu'avant d'autoriser la deuxième version, Barocci avait mis à la disposition d'Agostino Carracci une étude préparatoire dans laquelle le décor romain de l'arrière-plan figurait déjà.
À cet égard, il existe un dessin peint à l'huile dans la Royal Collection du château de Windsor,qui a longtemps été considéré comme ayant été exécuté par Agostino Carracci, précisément pour préparer son estampe. Une révision critique de cette attribution a ensuite attribué la feuille anglaise à Barocci lui-même, identifiant le modèle possible - antérieur à l'exécution sur toile de la deuxième version de la Fuite, mais contenant déjà les détails du fond, insérés dans le tableau - que Barocci aurait mis à disposition d'Agostino Carracci pour lui permettre de réaliser la gravure.

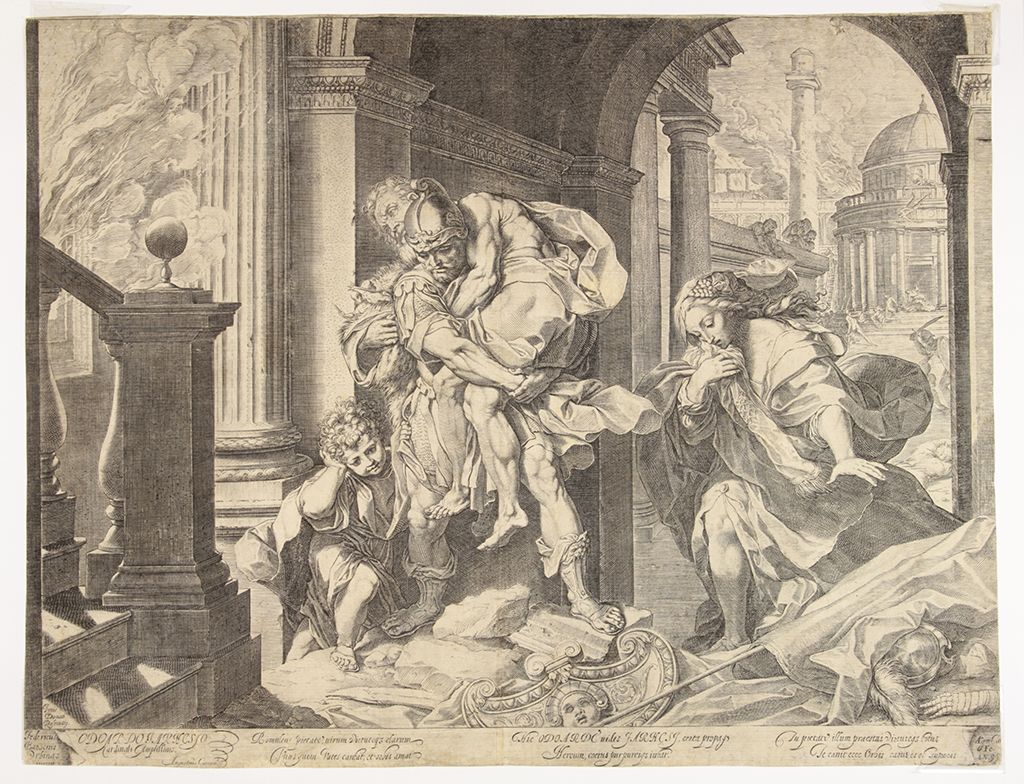
Agostino Carracci, Évasion d'Énée de Troie, 1595.
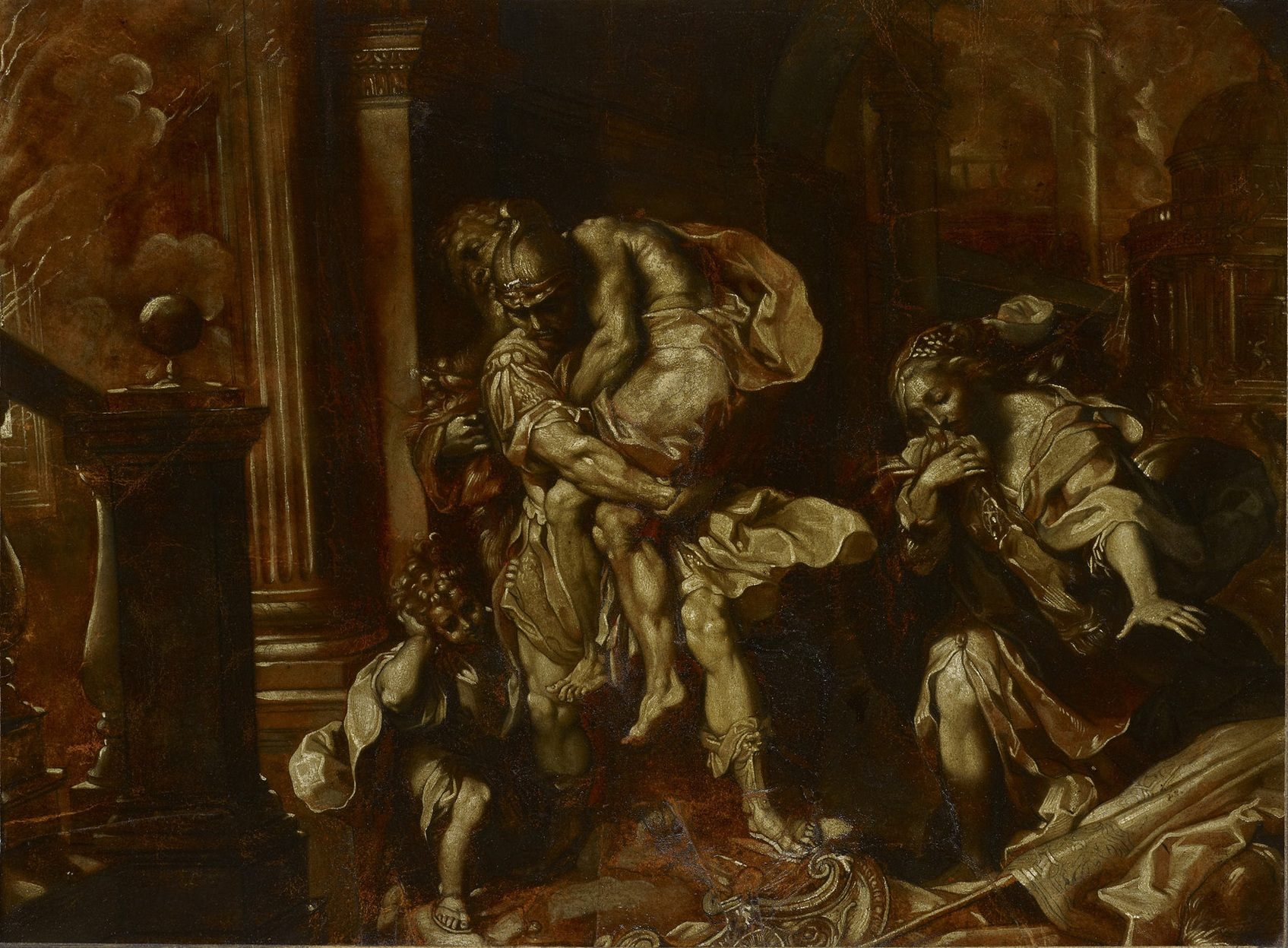
Dessin Windsor attribué à Barocci.

## Groupe du Bernin
|                                                         |  |  |
| Énée, Anchise et Ascagne du Bernin et détail d’Ascagne. |  |  |

Plusieurs années après que la toile de Barocci soit entrée dans la collection Borghèse, le cardinal Scipione Caffarelli-Borghese a commandé un groupe sculptural du même sujet au très jeune Bernin, exécuté en 1619, et également aujourd'hui dans la Galerie Borghèse.
Une ancienne description des collections d'art situées dans le Casino nobile de la Villa Borghèse, construite par le cardinal-neveu, datant de 1650, atteste que Énée, Anchise et Ascagne du Bernin se trouvait juste devant la toile de Barocci. Il est probable que ce soit l'emplacement prévu pour la statue dès le début, en relation directe et intentionnelle avec le tableau du peintre d'Urbino.
On pense que le groupe du Bernin a pu avoir été commandé par Scipione Borghese pour créer  un paragone entre les deux œuvres, un exemple de cette compétition vertueuse entre peinture et sculpture, qui fait l'objet d'intérêt et de débats parmi les théoriciens, les amateurs d'art et les artistes depuis la Renaissance italienne.
En plus de la reprise générale du thème, le Bernin, selon certains points de vue critiques, a également emprunté au tableau quelques solutions de composition, en particulier la figure du petit Ascagne, semblable à l'expression et aux cheveux abondamment bouclés de celui de Barocci.

## Dessins préparatoires
Un assez grand nombre de dessins préparatoires d'Énée fuyant Troie sont conservés. Il est difficile d'établir s'ils font référence à la première ou à la deuxième version du tableau, sauf dans le cas où ils contiennent des détails sur le fond relatifs aux monuments romains, qui devraient plutôt faire référence à la version Borghèse, en supposant que le fond de la première version était différente. Parmi ceux-ci, il existe une étude du Tempietto de Bramante et une esquisse de la composition globale où l'on peut voir en arrière-plan le bâtiment Renaissance lui-même et la colonne Trajane.

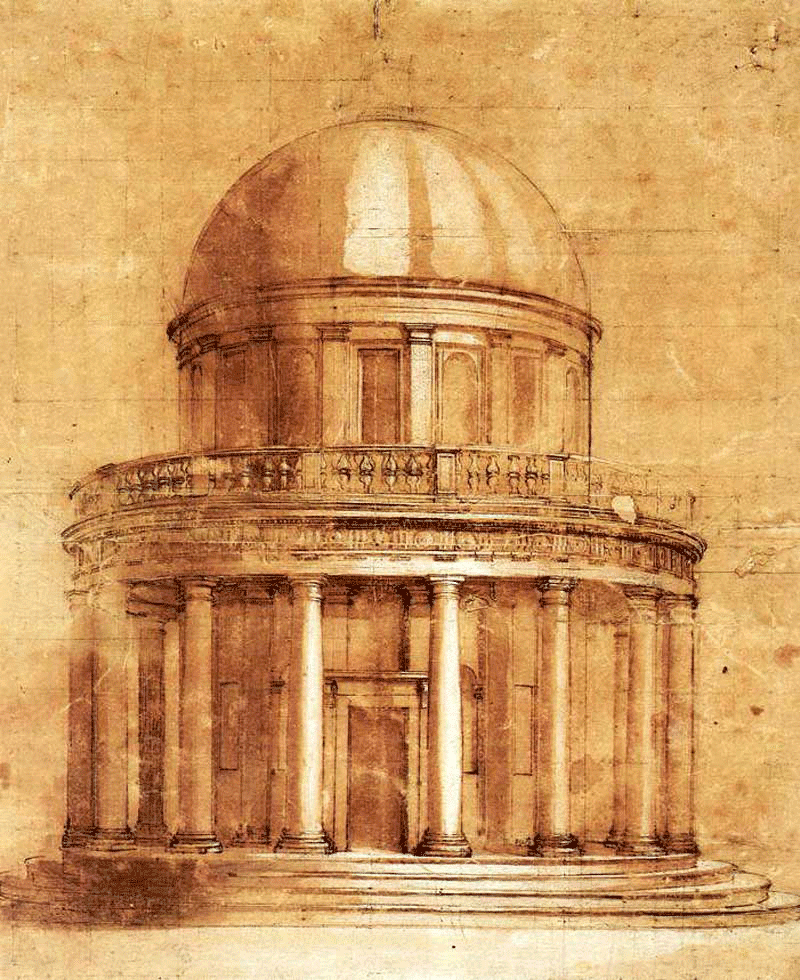
Étude du Tempietto de Bramante, Cabinet des dessins et des estampes du musée des Offices, Florence.
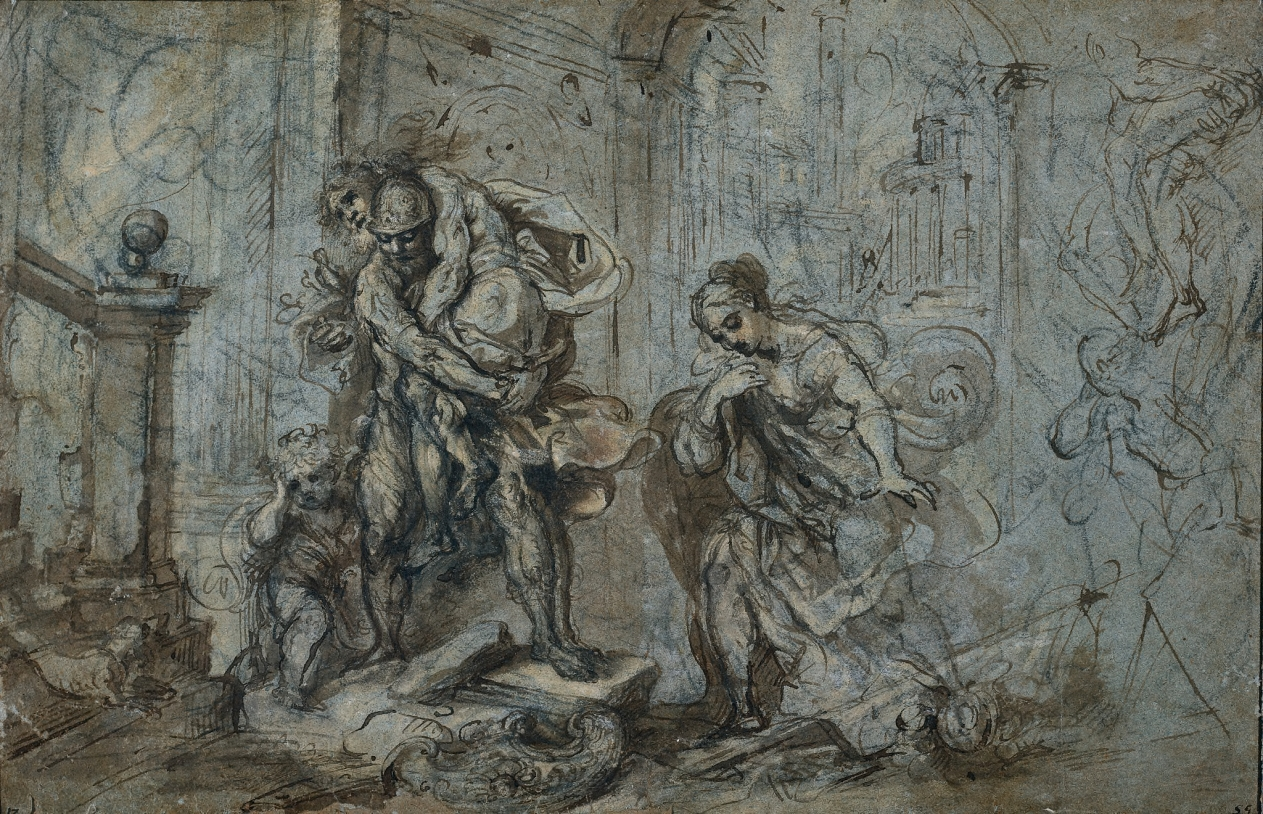
Étude de l'ensemble, Cleveland Museum of Art.
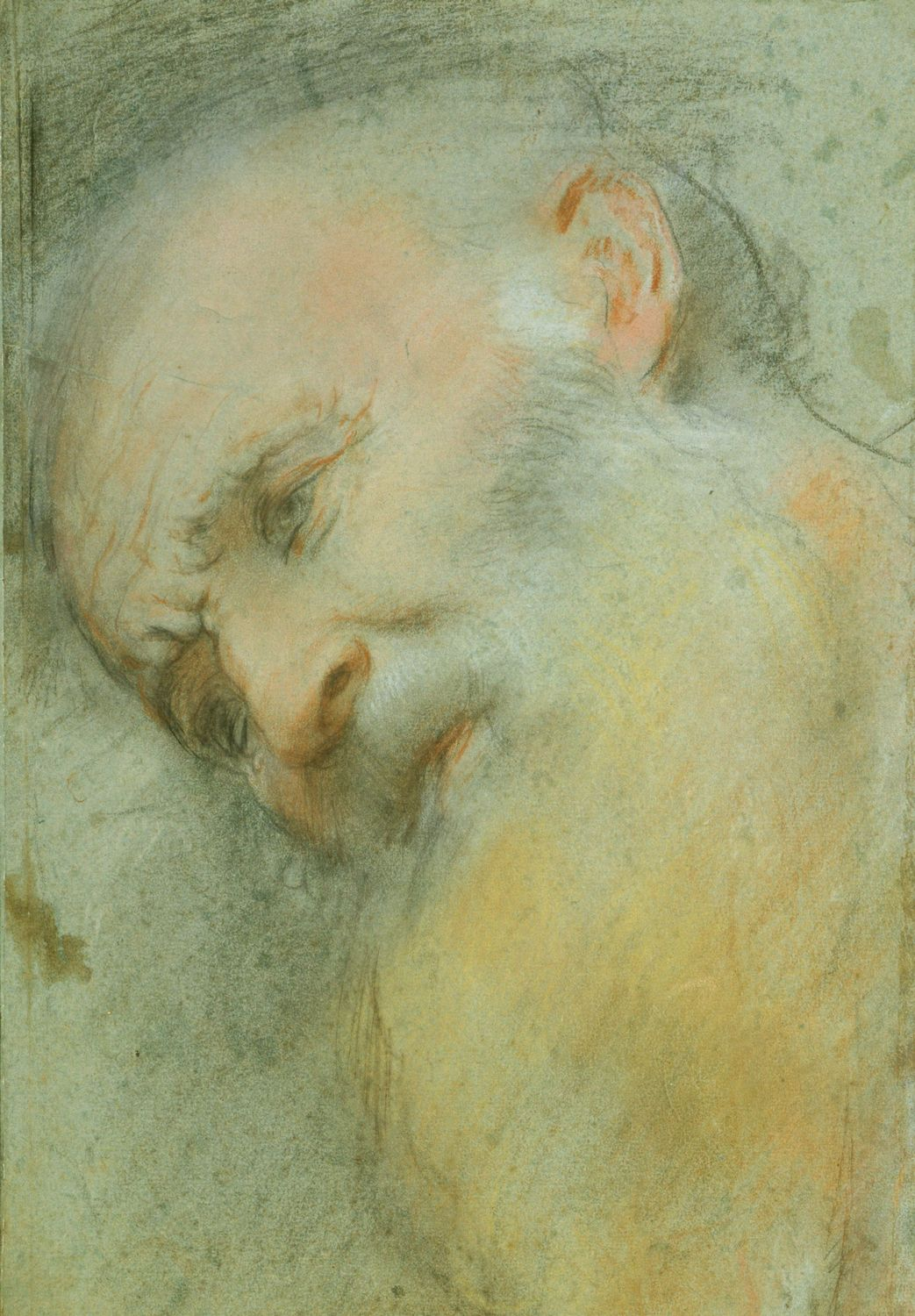
Tête d'Anchise, Château de Windsor.
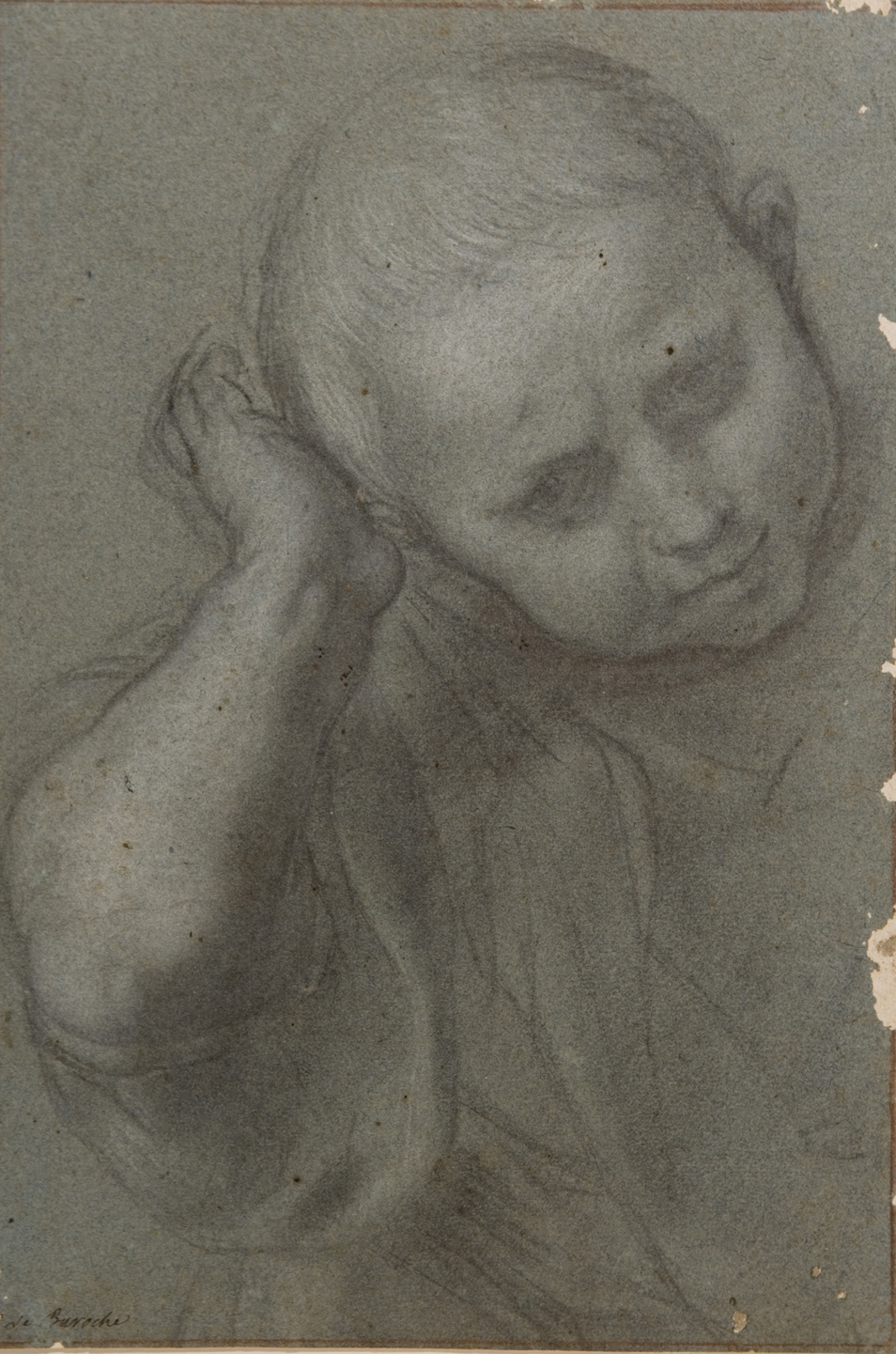
Étude du visage d'Ascagne, musée d'Art de l'université de Princeton.
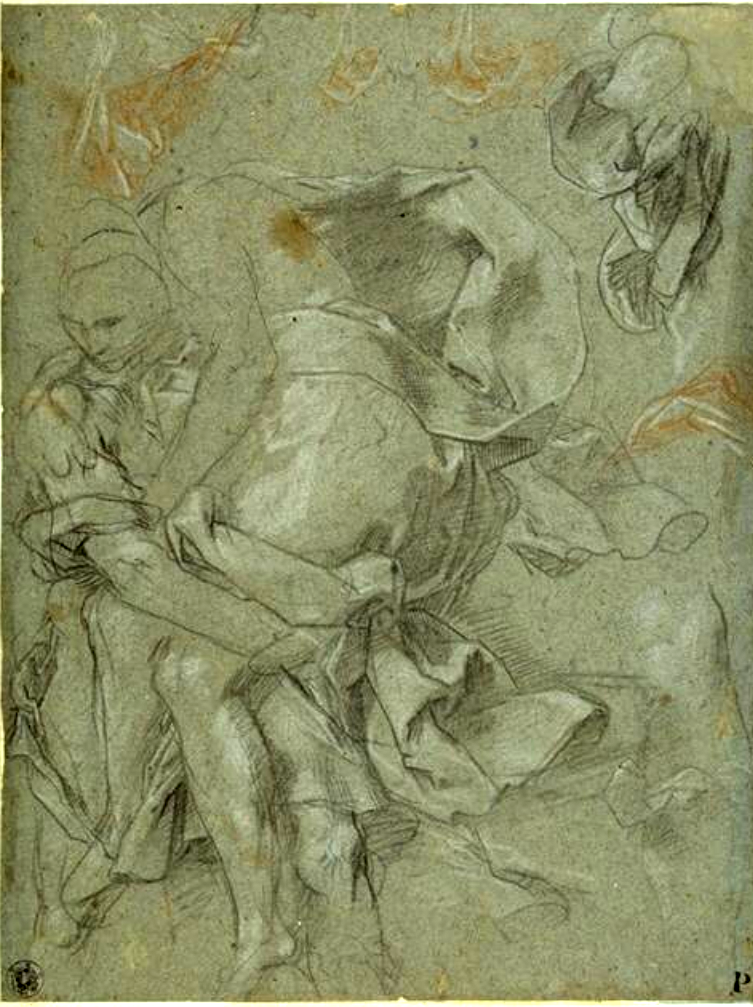
Étude d'Énée soutenant Anchise, Kupferstichkabinett Berlin.
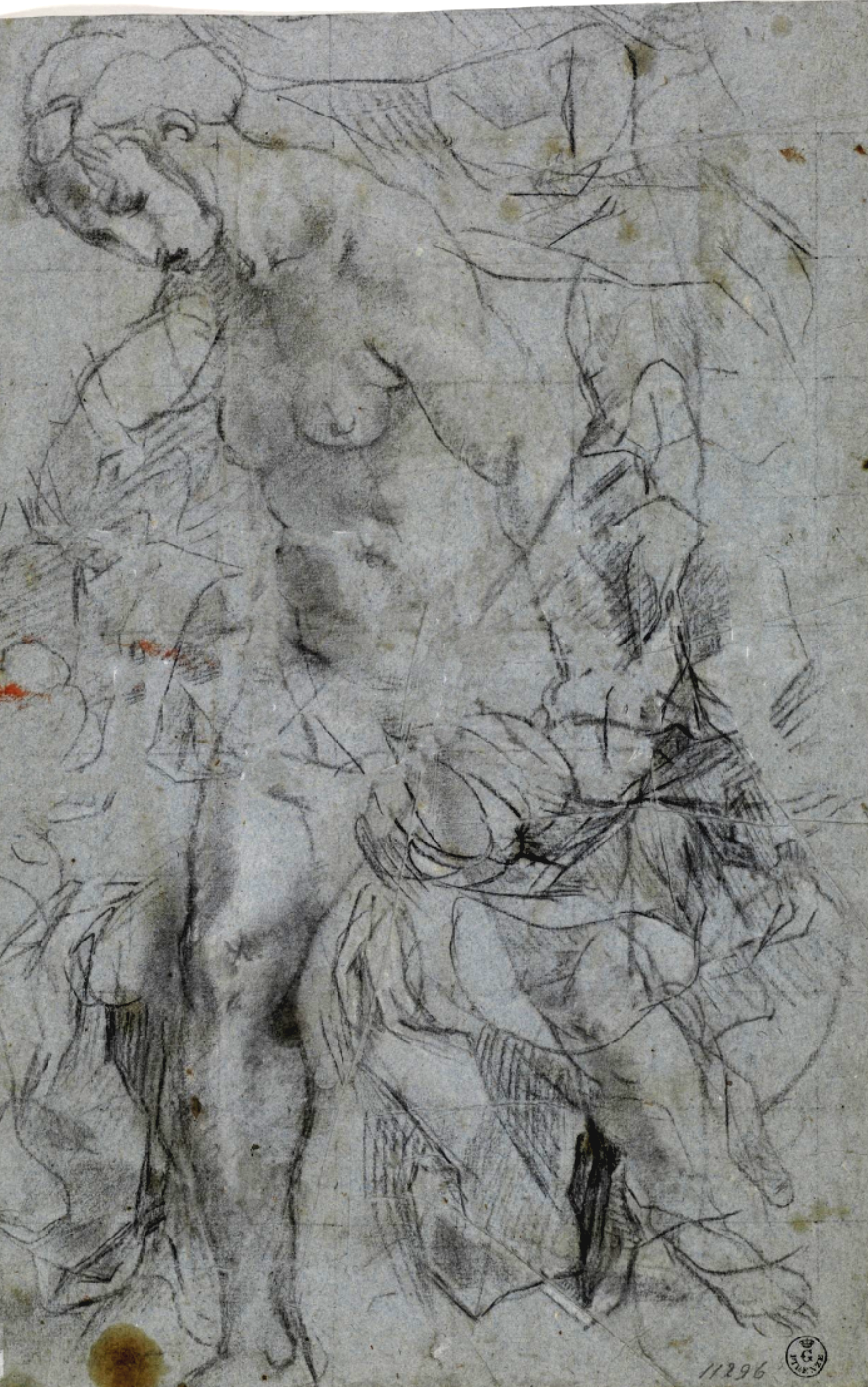
Étude de nu pour la figure de Creuse, Cabinet des dessins et des estampes du musée des Offices, Florence.